# Jhundpura
Jhundpura è una suddivisione dell'India, classificata come nagar panchayat, di 8.110 abitanti, situata nel distretto di Morena, nello stato federato del Madhya Pradesh. In base al numero di abitanti la città rientra nella classe V (da 5.000 a 9.999 persone).

## Geografia fisica
La città è situata a 26° 22' 06 N e 77° 29' 57 E.

## Società

### Evoluzione demografica
Al censimento del 2001 la popolazione di Jhundpura assommava a 8.110 persone, delle quali 4.499 maschi e 3.611 femmine. I bambini di età inferiore o uguale ai sei anni assommavano a 1.531, dei quali 867 maschi e 664 femmine. Infine, coloro che erano in grado di saper almeno leggere e scrivere erano 3.954, dei quali 2.801 maschi e 1.153 femmine.